# Buslijn 183 (Rotterdam)
Buslijn 183 is een buslijn in de regio Rotterdam die wordt geëxploiteerd door de RET. De lijn werd in december 2008 door Qbuzz ingesteld als combinatie van RET lijn 47 en Connexxion lijn 183 en reed aanvankelijk tussen metrostation Kralingse Zoom, Keizerswaard, station Rotterdam Lombardijen, Barendrecht, Carnisselande, Portland en OV-knooppunt Zuidplein.  
Eind 2011 werd de lijn wegens bezuinigingen ingekort en reed toen nog slechts tussen Kralingse Zoom en station Barendrecht, via Keizerswaard en station Lombardijen. Eind 2012 ging de exploitatie over naar de RET.
Sinds december 2014 rijdt lijn 183 van het winkelcentrum en OV-knooppunt Zuidplein via Portland, Carnisselande, Barendrecht en station Rotterdam Lombardijen naar metrostation Kralingse Zoom in Rotterdam-Kralingen. De lijn is een zogenaamde "Gemaksbus" en rijdt tussen OV-knooppunt Keizerswaard en Kralingse Zoom in combinatie met lijn 83. In combinatie met lijn 82 is deze lijn tussen Rotterdam Zuidplein en Portland echter een zogenaamde "Frequentbus" (6-4-2).